# Взрыв в Галькайо (2020)
Взрыв в Галькайо — террористический акт, произошедший в городе Галькайо (Сомали) 18 декабря 2020 года. Взрыв был совершён террористом-смертником группировки «Харакат аш-Шабаб» на политическом митинге, проходившем на футбольном стадионе, где должен был выступить премьер-министр Сомали Мохамед Хусейн Робле. В результате взрыва погибли 17 человек, в том числе несколько высокопоставленных чиновников.
Среди погибших заметными жертвами были:
- Абдиазиз Абдуллахи Кудже — командир 21-й дивизии Сомалийской национальной армии[8][9];
- Мухтар Абди Адан — региональный командир Данабской бригады, Галмудугской дивизии, 10-й бригады[8][9];
- Дхамме Абдирахман Мире Али — заместитель командира Данабской бригады, Галмудугской дивизии, 10-й бригады[8][9];
- Махмуд Ясин Ахмед — бывший мэр Галькайо[8][9].

Командующий Сомалийской национальной армией генерал Одова Юсуф Раге, выступая перед государственными СМИ, подтвердил гибель офицеров и выразил соболезнования общественности в связи с гибелью офицеров и гражданских лиц. Региональный комиссар Банадира по политическим вопросам и вопросам безопасности Али Яре Али в сообщении на своей странице в Facebook выразил соболезнования семьям погибших.
В заявлении, опубликованном в аккаунте ООН в Твиттере, говорится, что ООН осудила взрыв и призвала привлечь виновных к ответственности.